# Бібліотека № 3 для дорослих (Тернопіль)
Бібліотека № 3 для дорослих — структурний підрозділ Тернопільської міської централізованої бібліотечної системи.
Розташована в мікрорайоні Кутківці на вул. Дарії Віконської, 1.

## Відомості
Бібліотека заснована в 1937 році.
Фонд бібліотеки нараховує 19 000 примірників документів. Передплачує 15 назв газет, 11 назв журналів.
Каталоги та бібліографічні картотеки: абетковий та систематичний, систематична картотека статей.
Бібліотека є інформаційним центром з питань екології та валеології.
Бібліотека працює з 9.00 до 18.00. Вихідні: субота, неділя.